# Drepanotylus holmi
Drepanotylus holmi là một loài nhện trong họ Linyphiidae.
Loài này thuộc chi Drepanotylus. Drepanotylus holmi được Kirill Yuryevich Eskov miêu tả năm 1981.